# Бацеве
Ба́цеве (Баців, Бацево) — село в Україні, в Олевській міській територіальній громаді Коростенського району Житомирської області. Кількість населення становить 114 осіб (2001). До 1954 року — хутір.

## Населення
У 1906 році в хуторі налічувалося 7 жителів, дворів — 1.
Кількість населення, станом на 1923 рік, становила 137 осіб, кількість дворів — 23.
Відповідно до результатів перепису населення СРСР, кількість населення, станом на 12 січня 1989 року, становила 127 осіб. Станом на 5 грудня 2001 року, відповідно до перепису населення України, кількість мешканців села становила 114 осіб.

### Мова
Розподіл населення за рідною мовою за даними перепису 2001 року:
| Мова       | Відсоток |
| ---------- | -------- |
| українська | 98,25 %  |
| російська  | 1,75 %   |

## Історія
У 1906 році — хутір Кисорицької волості (4-го стану) Овруцького повіту Волинської губернії. Відстань до повітового центру, м. Овруч, становила 140 верст, до волосного центру, с. Кисоричі — 35 верст. Найближче поштово-телеграфне відділення розташовувалося в с. Рокитне.
До 1921 року — хутір Голишівської волості Овруцького повіту Волинської губернії. В березні 1921 року, в складі волості, увійшов до Коростенського повіту Волинської губернії. У 1923 році хутір включений до складу новоствореної Голишівської сільської ради (згодом — Жовтнева, Калинівська), котра, від 7 березня 1923 року, стала частиною новоутвореного Олевського району Коростенської округи. У 1954 році віднесений до категорії сіл.
У Другій світовій війні згідно з даними Надзвичайної державної комісії, на околиці села Калинівка (на хуторі Бацеве) вбито 32 ромів. Встановлений на місці злочину дерев'яний хрест згодом зруйнувався. У межах проєкту «Захистимо пам'ять» улітку 2019 року тут спорудили пам'ятний знак й інформаційну стелу пам'яті жертв-ромів.
11 серпня 2016 року увійшло до складу Олевської міської територіальної громади Олевського району Житомирської області. 19 липня 2020 року, в складі громади, включене до Коростенського району Житомирської області.

## Відомі люди
- Заруцький Олег Юрійович (1982—2022) — молодший сержант Збройних Сил України, учасник російсько-української війни.
- Яценко Валентин Миколайович (1971—2022) — молодший сержант Збройних Сил України, учасник російсько-української війни.